# Julián Alvear
Julián Alvear ou Julián Alvera foi um prelado católico romano que serviu como bispo auxiliar de Toledo (1631).

## Biografia
Em 1631, Julián Alvear foi nomeado durante o papado de Urbano VIII como Bispo Auxiliar de Toledo e Bispo Titular de Siriensis. Enquanto bispo, foi o co-consagrador principal de Domingo Pimentel Zúñiga, Bispo de Osma (1631).